# Orszowa
Orszowa (także: Orszawa, dawniej Orschawa; rum. Orșova, węg. Orsova, serb. Rušava) – miasto w Rumunii nad Dunajem, w okręgu Mehedinți.
Miasto wspomniane było pod łacińską nazwą Ursoua w roku 1150. W okresie panowania rzymskiego położone było w historycznej krainie zwanej Dacją, a następnie Banatem. Po wyparciu przez wojska węgierskie tatarskich Połowców weszło w skład Królestwa Węgier. W okresie wojen z Turcją w Orszowie w roku 1444 przebywał król Polski i Węgier Władysław III Warneńczyk. Od 1552 do 1718 należała do Turcji. W roku 1687 Orszowa na krótko weszła w skład Monarchii Habsburskiej. Do roku 1918 była w składzie Austro-Węgier.
W mieście rozwinął się przemysł stoczniowy, metalowy, drzewny oraz bawełniany.